# كروتون مثلث
كروتون مثلث (الاسم العلمي: Croton triangularis) هو نوع نباتي يتبع جنس الكروتون من فصيلة الحلابية.